# Guillermo Rubén Bongiorno
Guillermo Rubén Bongiorno, nacido el 29 de julio de 1978 en Mar del Plata, es un ciclista argentino ya retirado.

## Biografía
Guillermo Rubén Bongiorno debutó como profesional en 2003 con el equipo italiano Ceramiche Panaria. Destacó como sprinter y ganó su primera etapa en febrero de 2003 en el Tour de Langkawi por delante de Graeme Brown y de Stuart O'Grady. Su mejor temporada fue la del año 2005 con ocho victorias y siendo 33º del UCI Europe Tour.

## Palmarés
2003
- 1 etapa del Tour de Langkawi

2004
- 1 etapa del Tour de Langkawi

2005
- 2 etapas del Tour de Langkawi
- 1 etapa de la Settimana Coppi e Bartali
- Giro de Reggio Calabria
- 1 etapa de la Semana Lombarda
- 1 etapa del Brixia Tour
- 1 etapa del Regio-Tour
- Gran Premio Ciudad de Misano Adriático

2006
- 1 etapa del Tour de Langkawi

2008
- 1 etapa del Tour de Turquía[2]
- 2 etapas de la Vuelta a Dinamarca

## Resultados en las grandes vueltas
| Carrera         | 2003 | 2004 | 2005 | 2006 | 2007 | 2008 | 2009 | 2010 | 2011 |
| --------------- | ---- | ---- | ---- | ---- | ---- | ---- | ---- | ---- | ---- |
| Giro de Italia  | Ab.  | -    | -    | -    | -    | -    | -    | -    | -    |
| Tour de Francia | -    | -    | -    | -    | -    | -    | -    | -    | -    |
| Vuelta a España | -    | -    | -    | -    | -    | -    | -    | -    | -    |
| Mundial en Ruta | -    | -    | -    | -    | -    | -    | -    | -    | -    |

-: no participa

Ab.: abandono